# Olympus Corporation
Olympus Corporation este o companie japoneză specializată în optică și imagerie. La momentul fondării, 12 octombrie 1919, Olympus avea ca sferă de activitate domeniile microscopiei și termometrelor. Sediul companiei este în Tokio, Japonia, în vreme ce operațiunile desfășurate în Statele Unite ale Americii își au baza în Center Valley, Pennsylvania, iar cele europene la Hamburg, în Germania. "Olympus" este un brand, cu marca de înregistrare Olympus Corporation.
Acest producător oferă o gamă largă de produse Opto-digitale,echipamente medicale de mare precizie precum endoscopuri medicale, microscoape și sisteme de integrare.
De menționat și alte tipuri de produse, reportofoane,aparate (DSLR)digitale,binocluri și obiective, pentru gama de aparate compacte, cît și pentru cei avansați(DSLR).
Optica Olympus și-a făcut un renume datorită strălucirii sale, și a calităților tehnice excepționale. Seria de obiective consacrate "Platinum Line" reprezintă gama de vîrf a producătorului nipon .Constructiv robust,calități optice ireproșabile,protecție
împotriva stropilor și a prafului,construite pentru așteptările celor mai exsigenți utilizatori. Aceste obiective au fost premiate de EISA Awards “European Professional Lens 2006-2007  award".
Emblema corporativă - o linie galbenă sub logou ce reprezintă lumina, numită "Opto-Digital Pattern" simbolizînd inovativul și dinamica în ascensiune a tehnologiei-opto digitale, a brandului Olympus Corporation. 
Scurt istoric - 12 octombrie 1919  se înființează Takachiho Seisakusho,fondator-
Takeshi Yamashita. 1 ianuarie 1949 se schimabă denumirea în Olympus Optical Co. , Ltd
Actualmente  Olympus Corporation.  2009 18:18 (EET)